# Allée Brancas
L'allée Brancas est une rue de Nantes en France.

## Situation et accès
Il s'agit d'un ancien quai du centre-ville de Nantes, située port de Nantes sur la Loire.

## Origine du nom
Il est baptisé en l'honneur de Louis de Brancas (1672-1750), Maréchal de France, Grand d'Espagne et chevalier de la Toison d'or qui est nommé gouverneur de Nantes et commandant de Bretagne le 27 mars 1738.

## Historique
Avant les travaux de comblement de la Loire, dans les 1920 et 1930, cette artère constitue un quai de la rive droite du « bras de la Bourse » qui laisse place au cours Franklin-Roosevelt.
Depuis le XVe siècle, la Loire borde les remparts entre le pont de la Poissonnerie (au niveau des actuelles rue de la Paix et rue Bon-Secours) et le fossé Saint-Nicolas (au niveau de la rue La Pérouse). L'idée de profiter de la construction du quai Duguay-Trouin, au nord de l'île Feydeau, pour réduire la largeur du bras de Loire et améliorer la navigabilité fait son chemin.
En 1727, David Delafond, ingénieur en chef du roi en poste à Nantes de 1721 à 1734, présente le plan de trois quais successifs, séparés par l'Erdre et le fossé Saint-Nicolas. Ces quais auraient été construits en avant des remparts, réduisant la largeur du bras de la Loire. Delafond soumet un second projet reliant les quais Brancas et de la Poterne (actuelle allée Flesselles).
Vient ensuite le projet de l'architecte Nicolas Portail, complété par l'ingénieur Louis-Paul Abeille, qui prévoit un pont supplémentaire au-dessus du fossé Saint-Nicolas, et la création d'une halle au blé et d'une halle aux poissons le long des remparts, sur le quai Brancas. Toujours selon ce plan, une ouverture aurait été pratiquée dans la muraille pour créer une « porte de Brancas » accédant à la rue Sainte-Catherine via un portail monumental. En 1750, le plan est mis en œuvre mais la perspective de l'encombrement provoqué par le trafic autour des deux halles poussent les autorités à rompre le marché de construction ; les travaux n'ayant pas avancé très vite, le seul étage qui a été monté est détruit.
L'architecte Pierre Vigné de Vigny réussit à convaincre de faire construire à la place une salle de spectacle et une salle de concert. Une partie des terrains est vendue pour financer le projet, accepté en 1757. La démolition des arcades des halles s'achève en 1760.
Vient alors le projet de Jean-Baptiste Ceineray, nouvel architecte-voyer en provenance de Paris, qui voit plus grand. La destruction des remparts ayant été acceptée, Ceineray propose un alignement des quais et des bâtiments qui s'y trouvent depuis le Port-au-Vin jusqu'au château. Le fossé Saint-Nicolas est comblé, le pont à l'embouchure de l'Erdre élargi. C'est ce projet qui voit finalement le jour. Le programme d'édification des immeubles est établi en 1764, et, en 1767, les travaux sont en cours ; ils durent quelques années. Le plan général prévoit la construction d'une halle aux blés, dont l'étage serait occupé par une salle de concert ; cet élément, bien qu'approuvé, n'est pas mis en œuvre.
Finalement, une halle aux blés située à l'emplacement du square Fleuriot-de-Langle, est construite en 1786, sur les plans de l'architecte Mathurin Crucy. Celui-ci sera remplacé par l'« hôtel des Postes et Télégraphes » édifiée entre 1880 et 1884 par l'architecte Demoget, se substituant au bâtiment établi rue du Chapeau-Rouge.
Le quai est divisé après la Révolution en deux parties de part et d'autre de l'actuel square Fleuriot-de-Langle ; sa partie orientale est nommée « quai Bouguer », du nom de l'hydrographe Pierre Bouguer (1698-1758) et, sa partie ouest, « quai de Tourville », en hommage à Charles Bertin Gaston Chapuis de Tourville (1740-1809), général ; il retrouve ensuite son nom d'origine avant 1818.

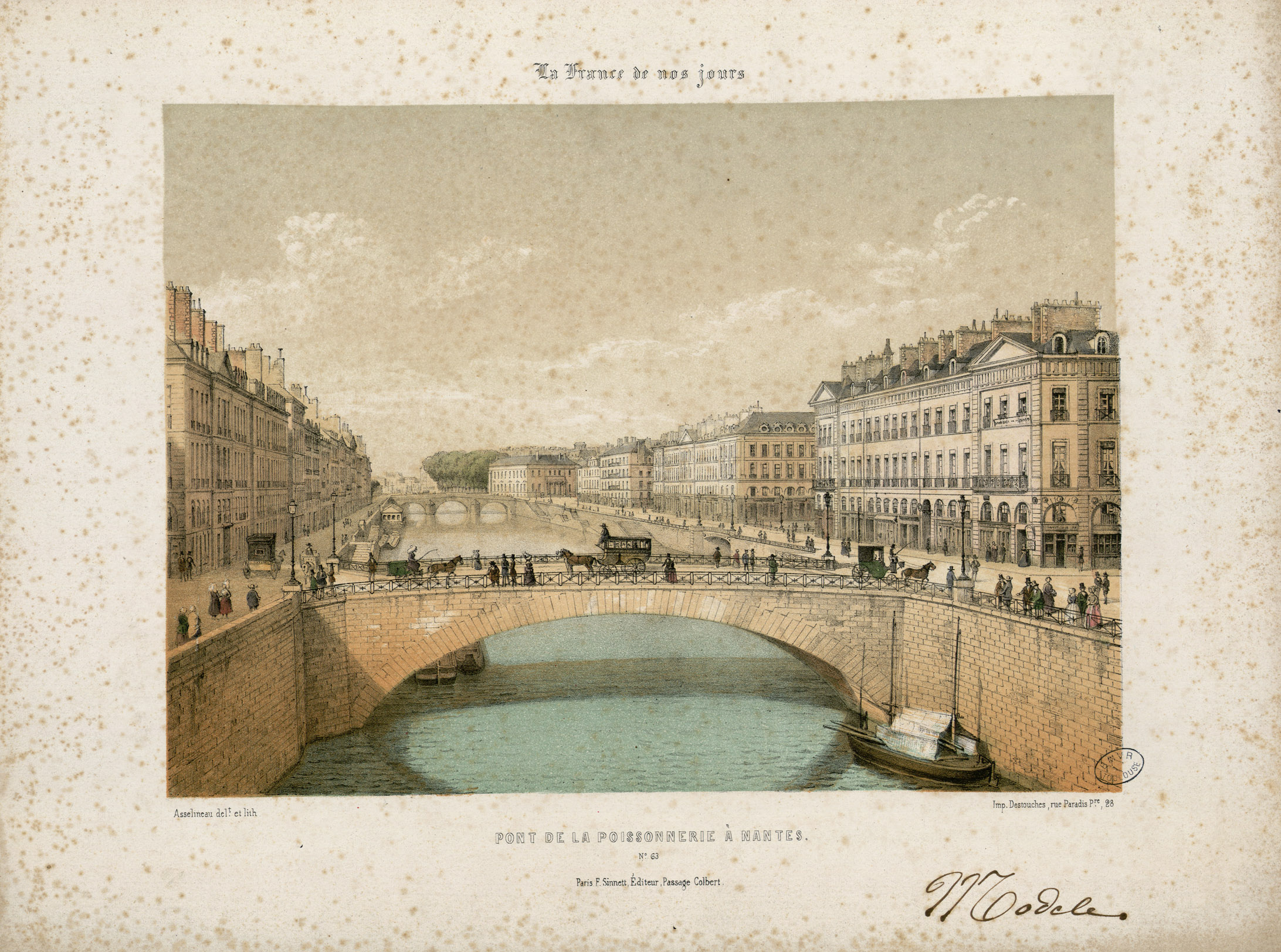
Gravure des années 1850-1870 représentant la Loire longeant, à droite, le quai Flesselles puis, derrière le pont de la Poissonnerie, le quai Brancas.

À l'extrémité ouest du quai, à l'angle sud-est du palais de la Bourse situé sur la place du Commerce, débouche le « pont de la Bourse » (remplaçant le « pont Feydeau », mis en service en 1737), permettant le franchissement du « bras de la Bourse » pour aboutir au nord de la place de la Petite-Hollande, à l'extrémité occidentale de l'île Feydeau.
À l'est, il était prolongé par le « pont d'Erdre » qui permettait de franchir la confluence entre le fleuve et son affluent, l'Erdre, et de rejoindre le quai Flesselles. Moins large qu'il ne l'était à l'origine, ce quai est agrandi et renforcé vers les années 1850, pour permettre d'accueillir la ligne de chemin de fer vers Saint-Nazaire, prolongée depuis la gare de Nantes, en 1857.
En 1899, Maurice Schwob lance, dans le Phare de la Loire, une campagne de promotion d'un projet du directeur de la Compagnie du chemin de fer de Paris à Orléans, M. Heurteaux, qui prévoit de surélever la ligne qui traverse la ville au moyen d'un viaduc ferroviaire entre la gare d'Orléans et le quai d'Aiguillon, à la manière des tronçons aériens du métro de Paris. La voie une fois surélevée se serait située au niveau du 1er étage des immeubles du quai. Cette proposition, à laquelle le maire, Paul-Émile Sarradin, est favorable, est débattue lors du conseil municipal. Mais le projet ne voit pas le jour, bien qu'il soit de nouveau proposé deux fois, sans plus de succès, en 1904, avec des modifications apportées par l'ingénieur en chef de la Compagnie d'Orléans, M. Liébaux, puis en 1926, après un réajustement effectué par l'ingénieur des Ponts et chaussées responsable des travaux du port, M. Marcheix.
En 1918, la voie, jusqu'alors unique, est doublée (voir l'article sur le quai de la Fosse).
Les travaux de comblement du « bras de l'Hôpital », qui le bordait jusque dans les années 1920, modifient la qualité de la voie, qui de « quai » devient, en 1945, une « allée », dédiée à la circulation automobile.
En 1941, la circulation ferroviaire est basculée au sud de l'île Feydeau, sur les terrains gagnés par le comblement du « bras de l'Hôpital », puis, après la Seconde Guerre mondiale, un tunnel est aménagé au même endroit dans l'ancien lit du fleuve.
Lors de la Seconde Guerre mondiale, une grande partie des immeubles du quai Brancas est détruite lors d'un bombardement, mais l'hôtel des Postes reste intact, alors qu'un bâtiment situé de l'autre côté de la rue Du Couëdic est éventré.
L'hôtel des Postes sere finalement rasé en 1972, pour laisser la place au square Fleuriot-de-Langle.
Depuis l'automne 2012, l'allée (à l'instar des travaux effectués sur le cours des 50-Otages) est devenue une « zone à trafic limité », où seuls les cyclistes, les bus, les véhicules en intervention et ceux des riverains, commerçants, livreurs, etc., sont autorisés à circuler.
À l'été 2019, la partie sud du square Fleuriot-de-Langle aura laissée la place à un nouveau bâtiment d'une superficie de 1 132 m2 au sol, occupé par trois niveaux de commerces occupés par une enseigne unique, ainsi que par quelques logements. Les 1 200 m2 de surfaces commerciales seront occupés par un magasin de prêt à porter à l'enseigne Uniqlo.

## Bâtiments remarquables et lieux de mémoire
Dans le tableau qui suit, l'immeuble au no 1 de l'allée Cassard et l'immeuble au no 1 de l'allée Brancas désignent le même bâtiment, bien que deux fiches lui soient consacrées dans la base Mérimée ; l'inscription au titre des monuments historiques concernant les façades, chaque façade a fait l'objet d'une fiche, ce qui explique ce fait.
| Monument | Adresse                       | Coordonnées                        | Notice         | Protection | Date | Illustration |
| -------- | ----------------------------- | ---------------------------------- | -------------- | ---------- | ---- | ------------ |
| Immeuble | 1 allée Cassard Allée Brancas | 47° 12′ 51″ nord, 1° 33′ 21″ ouest | « PA00108678 » | Inscrit    | 1935 | Immeuble     |
| Immeuble | 1 allée Brancas               | 47° 12′ 51″ nord, 1° 33′ 21″ ouest | « PA00108682 » | Inscrit    | 1935 | Immeuble     |
| Immeuble | 2 allée Brancas               | 47° 12′ 51″ nord, 1° 33′ 21″ ouest | « PA00108683 » | Inscrit    | 1935 | Immeuble     |
| Immeuble | 3, 4 allée Brancas            | 47° 12′ 50″ nord, 1° 33′ 22″ ouest | « PA00108684 » | Inscrit    | 1935 | Immeuble     |
| Immeuble | 5 allée Brancas               | 47° 12′ 50″ nord, 1° 33′ 23″ ouest | « PA00108685 » | Inscrit    | 1935 | Immeuble     |
| Immeuble | 6 allée Brancas               | 47° 12′ 50″ nord, 1° 33′ 24″ ouest | « PA00108686 » | Inscrit    | 1935 | Immeuble     |
| Immeuble | 7 allée Brancas               | 47° 12′ 49″ nord, 1° 33′ 24″ ouest | « PA00108687 » | Inscrit    | 1935 | Immeuble     |